# الاتحاد الدولي لتاريخ وإحصاءات كرة القدم
الاتحاد الدولي لتاريخ وإحصاءات كرة القدم (بالإنجليزية: International Federation of Football History & Statistics) أو اختصارًا (IFFHS) هي منظمة موازية للفيفا وتعمل على عمل أرشيف خاص بإحصائيات كرة القدم بمعزل عن الفيفا. تأسست في 27 مارس، 1984 في مدينة لايبزغ، ألمانيا أسسها الدكتور ألفريدو بوجي وتأييد السكرتير العالم للفيفا في ذلك الوقت هيلموت كيسر. وكثيراً ما يستشهد الاتحاد الدولي الفيفا بإحصائيات من هذا الاتحاد.

## رؤساء الاتحاد
تناوب على رئاسة الاتحاد من تأسيسه عام 1984، ثلاث رؤساء وهم:
- ألمانيا ألفريدو بوجي من 1984 ولغاية 2011.[5]
- الإمارات الشيخ محمد بن صقر القاسمي من 2011 ولغاية 2013.[5]
- السعودية المستشار صالح بن سالم باهويني من عام 2013 حتى الآن.[6][7]

## هدّاف العالم
فيما يلي قائمة هدافي العالم (على مر الأوقات) تحتسب في المسابقات الدولية بعد والمباريات سوف تأخذ في الاعتبار:
- المباريات الرسمية «أ» للفيفا
- الأولمبية نهائيات البطولة
- كأس العالم للأندية
- القارية: مسابقات الأندية الأوروبية، الأندية الأمريكية الجنوبية، الكونكاكاف، الأندية الآسيوية، الأندية الأفريقية وأوقيانوسيا
- القارية: كأس السوبر مباريات القارات الست
- المباريات الرسمية بين بطل موضعي النادي القارية، التي تجري بين اتجاه الاتحادات القارية
- التحديث الأخير تم بتاريخ 16 سبتمبر 2016.

| تصنيف | لاعب                | البلد      | الإجمالي | أهدافه مع المنتخب | أهدافه مع النادي | الظهور | المعدل التهديفي | السنوات   |
| ----- | ------------------- | ---------- | -------- | ----------------- | ---------------- | ------ | --------------- | --------- |
| 1     | كريستيانو رونالدو   | البرتغال   | 161      | 63                | 98               | 275    | 0٫59            | 2004-     |
| 2     | ليونيل ميسي         | الأرجنتين  | 152      | 58                | 93               | 221    | 0٫65            | 2004-     |
| 3     | غيرد مولر           | ألمانيا    | 138      | 68                | 70               | 141    | 0٫98            | 1966–1978 |
| 4     | فيرينتس بوشكاش      | المجر      | 126      | 84                | 42               | 132    | 0٫95            | 1943–1963 |
| 5     | راؤول               | إسبانيا    | 125      | 46                | 79               | 276    | 0٫45            | 1995-2014 |
| 6     | علي دائي            | إيران      | 122      | 109               | 13               | 182    | 0٫67            | 1988-2007 |
| 7     | رونالدو             | البرازيل   | 117      | 67                | 50               | 199    | 0٫59            | 1993-2011 |
| 8     | روماريو             | البرازيل   | 116      | 62                | 54               | 153    | 0٫76            | 1988-2007 |
| 9     | ديديه دروغبا        | كوت ديفوار | 115      | 65                | 50               | 207    | 0٫56            | 2002-     |
| 10    | شيفتشينكو           | أوكرانيا   | 115      | 48                | 67               | 252    | 0٫46            | 1993-2012 |
| 11    | زلاتان إبراهيموفيتش | السويد     | 113      | 62                | 51               | 247    | 0٫46            | 2001-     |
| 12    | تييري هنري          | فرنسا      | 110      | 51                | 59               | 263    | 0٫42            | 1995-     |
| 13    | صامويل ايتو         | الكاميرون  | 106      | 57                | 49               | 238    | 0٫45            | 1999-     |
| 14    | بيليه               | البرازيل   | 104      | 77                | 27               | 120    | 0٫87            | 1958–1971 |
| 15    | ميروسلاف كلوزه      | ألمانيا    | 101      | 71                | 30               | 213    | 0٫47            | 1999-     |
| 16    | أوزيبيو             | البرتغال   | 100      | 41                | 59               | 143    | 0٫7             | 1960-1974 |
| 17    | حسام حسن            | مصر        | 99       | 68                | 31               | 229    | 0٫43            | 1986-2006 |
| 18    | ساندور كوشيتش       | المجر      | 97       | 75                | 22               | 99     | 0٫98            | 1948-1965 |
| 19    | رود فان نستلروي     | هولندا     | 97       | 35                | 62               | 158    | 0٫61            | 1998-2011 |
| 20    | هنريك لارسون        | السويد     | 96       | 37                | 59               | 212    | 0٫45            | 1993-2009 |
| 21    | فيليبو إنزاغي       | إيطاليا    | 96       | 24                | 72               | 173    | 0٫56            | 1995-2012 |
| 22    | غودفري تشيتالو      | زامبيا     | 92       | 79                | 13               | 125    | 0٫74            | 1968-1980 |
| 23    | هرنان كريسبو        | الأرجنتين  | 92       | 41                | 51               | 173    | 0٫53            | 1993-2011 |
| 24    | روبي كين            | إيرلندا    | 91       | 67                | 24               | 195    | 0٫47            | 1998-     |
| 25    | واين روني           | إنجلترا    | 91       | 51                | 40               | 193    | 0٫45            | 2003-     |
| 26    | بدر المطوع          | الكويت     | 91       | 51                | 40               | ؟؟     | 0٫33            | 1998-     |
| 27    | غيورغي شاروشي       | المجر      | 91       | 42                | 49               | 105    | 0٫87            | 1931-1943 |
| 28    | هاكان شوكور         | تركيا      | 89       | 51                | 38               | 206    | 0٫43            | 1992-2008 |
| 29    | كلاس يان هونتيلار   | هولندا     | 88       | 42                | 46               | 142    | 0٫59            | 2003-     |

## أفضل صانع ألعاب في العالم
| العام | اللاعب          | النادي                   |
| ----- | --------------- | ------------------------ |
| 2006  | زين الدين زيدان | ريال مدريد               |
| 2007  | كاكا            | ميلان                    |
| 2008  | تشافي           | برشلونة                  |
| 2009  | تشافي           | برشلونة                  |
| 2010  | تشافي           | برشلونة                  |
| 2011  | تشافي           | برشلونة                  |
| 2012  | أندريس إنييستا  | برشلونة                  |
| 2013  | أندريس إنييستا  | برشلونة                  |
| 2014  | توني كروس       | بايرن ميونخ / ريال مدريد |
| 2015  | ليونيل ميسي     | برشلونة                  |
| 2016  | ليونيل ميسي     | برشلونة                  |
| 2017  | ليونيل ميسي     | برشلونة                  |
| 2018  | لوكا مودريتش    | ريال مدريد               |
| 2019  | ليونيل ميسي     | برشلونة                  |
| 2020  | كيفن دي بروين   | مانشستر ستي              |
| 2021  | كيفن دي بروين   | مانشتسر ستي              |
| 2022  | ليونيل ميسي     | باريس سان جيرمان         |
| 2023  | كيفن دي بروين   | مانشستر سيتي             |
| 2024  | جود بيلينغهام   | ريال مدريد               |

- المصدر:[8][9][10]

## ترتيب أندية العالم
منذ سنة 1991، بدأت المنظمة بإصدار ترتيب شهري للأندية على مستوى العالم. يأخد كل نادي عدد معين من النقاط في حالة فوزه وتعادله. وذلك في المباريات المحلية والدولية على حد سواء. والذي يختلف بدوره على حسب قوة الدوري المحلي. فمثلاً الفوز في مباراة في الدوري الإيطالي تختلف عن الفوز في مباراة في الدوري المصري. وقد تم تقيسم الدول إلى 4 مستويات. يأخد المستوى الأول 4 نقط في حال الفوز، ونقطتان عند التعادل. وفي المستوى الثاني 3 نقاط عند الفوز، و1.5 عند التعادل. وهكذا نزولاً لكل مستوى. وفي المباريات الدولية توزع كالتالي:
| المنافسة                                    | النقاط في حالة الفوز | النقاط في حالة التعادل |
| ------------------------------------------- | -------------------- | ---------------------- |
| دوري أبطال أوروبا                           | 14.0                 | 7.0                    |
| الدوري الأوروبي                             | 12.0                 | 6.0                    |
| كأس ليبرتادوريس                             | 14.0                 | 7.0                    |
| كأس سود أمريكانا                            | 12.0                 | 6.0                    |
| دوري أبطال إفريقيا                          | 9.0                  | 4.5                    |
| كأس الاتحاد الإفريقي                        | 7.0                  | 3.5                    |
| دوري أبطال آسيا للنخبة                      | 9.0                  | 4.5                    |
| دوري أبطال آسيا 2                           | 7.0                  | 3.5                    |
| دوري أبطال الكونكاكاف                       | 9.0                  | 4.5                    |
| دوري أبطال أوقيانوسيا                       | 5.0                  | 2.5                    |
| كأس العالم لكرة القدم للأندية (نصف النهائي) | 14.0                 | 7.0                    |
| كأس العالم لكرة القدم للأندية (نهائي)       | 21.0                 | 10.5                   |

### فريق العام
الجدول التالي يبين أفضل نادي في العالم من 1991 وسنوياً حتى 2016، حسب تصنيف الاتحاد:
- 1991 -  روما[13]
- 1992 -  نادي أياكس [14]
- 1993 -  يوفنتوس[15]
- 1994 -  باريس سان جيرمان [16]
- 1995 -  ميلان [17]
- 1996 -  يوفنتوس [18]
- 1997 -  برشلونة [19]
- 1998 -  إنتر ميلان [20]
- 1999 -  مانشستر يونايتد [21]
- 2000 -  ريال مدريد [22]
- 2001 -  ليفربول [23]
- 2002 -  ريال مدريد [24]
- 2003 -  ميلان [25]
- 2004 -  فالنسيا [26]
- 2005 -  ليفربول [27]
- 2006 -  إشبيلية [28]
- 2007 -  إشبيلية [29]
- 2008 -  مانشستر يونايتد [30]
- 2009 -  برشلونة [31]
- 2010 -  إنتر ميلان [32]
- 2011 -  برشلونة [33]
- 2012 -  برشلونة [34]
- 2013 -  بايرن ميونخ[35]
- 2014 -  ريال مدريد[36]
- 2015 -  برشلونة[37]
- 2016 -  أتلتيكو ناسيونال[38]
- 2017 -  ريال مدريد[39]

## نوادي القرن العشرين
في 2009 أصدر الاتحاد الدولي لتاريخ وإحصاءات كرة القدم نتائج الدراسة الاحصائية التي تحدد أفضل النوادي القارية من القرن العشرين. جدير بالذكر، ان هذا الترتيب لا يحتسب في طياته المباريات المحلية للفريق، أنما المباريات القارية العالمية ولا هذا النظام المحتسب في تحديد ترتيب أندية العالم والمعمول به منذ 1991.

- آسيا:  الهلال
- أوروبا:  ريال مدريد
- أفريقيا:  أشانتي كوتوكو.[43][44][45]
- أمريكا الجنوبية:  بنيارول
- أمريكا الشمالية:  ديبورتيفو سابريسا
- اوقيانيسيا:  جنوب ميلبورن

## أشهر لاعب في العالم
منذ سنة 2006، أصدر الاتحاد الدولي لتاريخ وإحصاءات كرة القدم جائزة سنوية لأشهر لاعب ما زال في الملاعب في العالم. اختيار الفائز يتم عن طريق حساب التصويت الإلكتروني على موقع الاتحاد. ستيفان جيرارد لاعب ليفربول الإنجليزي فاز بأول جائزة. وفي عام 2007، اصدر الاتحاد لائحة باسم 55 لاعب من جميع قارات العالم الستة. وقد تم حساب إجمالي التصويت 2,946,740 صوت. حصل على أغلبها الاعب محمد أبو تريكة لاعب الأهلي المصري. اما في 2008، فقد صدرت هذه المرة لائحة تضم 100 لاعب من 58 دولة في العالم. واستمر التصويت حتى 3 يناير، 2009 وقد فاز محمد أبو تريكة هذه المرة أيضاً باللقب وللمرة الثانية على التوالي.
في 19 أكتوبر، 2009، فتح الاتحاد الدولي لتاريخ وإحصاءات كرة القدم باب التصويت للقب أشهر لاعب في العالم لسنة 2009. تنافس هذه السنة 115 لاعب نشط من 68 دولة من جميع القارات الست. استمر التصويت حتى 2 يناير، 2010 ثم أعلن الاتحاد فوز الأرجنتيني كارلوس بوفون باللقلب.
وفي مايلي ملخص اعداد الاصوات في المسابقات الثلاثة السابقة.
- 2006 -  ستيفن جيرارد - 47,464 صوت
- 2007 -  محمد أبو تريكة - 1,017,786 صوت
- 2008 -  محمد أبو تريكة - 301,837 صوت
- 2009 -  كارلوس بوفون - 195,182 صوت

## انتقادات
تعرّض الاتحاد الدولي لتاريخ وإحصاءات كرة القدم للعديد من الانتقادات والتشكيك وذلك بسبب عدم اتصاله بالاتحاد الدولي لكرة القدم. فمثلا، وكالة الأنباء الألمانية تمتنع عن إذاعة أي خبر متعلق بالاتحاد، كنتيجة أو إحصائية أو غيرها. وذلك في إشارة منها لعدم الاعتراف بالاتحاد. وصرّح كارل ليننارتز المؤرخ الرياضي الألماني واصفاً الاتحاد «بالغموض» مبيناً أنه مُجرّد زوبعة في فنجان من طرف مؤسسه ألفريدو بوجي.

## وصلات خارجية
- الموقع الرسمي
- الجوائز الموسمية